# فرودگاه لسو
فرودگاه لسو (به انگلیسی: Læsø Airport) (به زبان بومی: Læsø Flyveplads) یک فرودگاه همگانی با کد یاتا BYR است که یک باند فرود ۱ دارد و طول باند آن آسفالت متر است. این فرودگاه در کشور دانمارک قرار دارد و در ارتفاع ۸ متری از سطح دریا واقع شده است.

## شرکت‌های هواپیمایی و مقصدهای پروازی
| شرکت‌های هواپیمایی | مقصدهای پروازی  |
| ----------------- | --------------- |
| کپنهاگ ایرتاکسی   | Anholt، راسکیلد |